# Los Gatos
Los Gatos fue una banda de rock argentina formada en 1966, cuya primera formación contaba con Litto Nebbia y Ciro Fogliatta, dos antiguos miembros de Los Gatos Salvajes, Oscar Moro, Kay Galifi y Alfredo Toth. Fue el primer conjunto argentino de rock de éxito masivo en componer íntegramente su material, antes de ellos lo hicieron Los Dukes y Los Gatos Salvajes -banda inicial de la que surgieron Los Gatos-, pero con un éxito más limitado.
Desde Billy Cafaro a finales de la década de 1950 el éxito del Rock Argentino había entrado en una etapa de congelamiento comercial y al mismo tiempo de expansión en cuanto a nuevos grupos. La aparición de Los Gatos en escena dio el impulso definitivo al rock del país hacia adentro y hacia afuera de sus fronteras. A mediados de 1967 la banda asociada a RCA Records editó el sencillo "La Balsa" compuesto por Tanguito en coautoría con Nebbia; el corte fue un éxito masivo que llegó a vender cerca de doscientas mil copias, hecho que es citado como el nacimiento del movimiento del rock argentino.
Nebbia anunció en 2017 que inició acciones legales contra Sony por no editar la discografía de Los Gatos en veinticinco años, y declaró desconocer los derechos de la compañía sobre ese material y los intimó a retirar las canciones de las plataformas virtuales Spotify, Google Music, Deezer e iTunes. La discografía de Los Gatos se editó así, en disco de vinilo y CD en 2017.

## Historia

### Inicios
Comenzaron a tocar en su ciudad natal, Rosario (Provincia de Santa Fe), bajo el nombre de Los Gatos Salvajes. En 1964 consiguieron contrato para tocar en Buenos Aires, en los bailes de carnaval. Una vez finalizados estos, la mayoría de los músicos retornaron a su ciudad original, excepto Nebbia y Fogliatta, que decidieron insistir. Se unieron con otros músicos, también rosarinos, que ya estaban en Buenos Aires, y formaron una nueva banda, con el nombre de Los Gatos.
Comenzaron a tocar en La Cueva de Buenos Aires, un pequeño y precario club de jazz nocturno underground ubicado en la Av. Pueyrredón 1723, creado y regenteado por el italiano Giuliano Cantterini (Billy Bond), donde se concentraban los escasos músicos y seguidores del rock local. En marzo de 1967 se formó entonces Los Gatos con Kay como guitarrista, Litto Nebbia en primeras voces y armónica, Ciro Fogliatta en teclados y órgano, Alfredo Toth en bajo y Oscar Moro en batería.[cita requerida]
El grupo tuvo su epicentro en el triángulo formado por La Cueva, el Instituto Di Tella (Florida 900) y Plaza Francia. Algunos de esos grupos y músicos pre-balsa fueron: Los Gatos Salvajes (Litto Nebbia, Ciro Fogliatta, Pipo Saulle), The Seasons (Carlos Mellino, Alejandro Medina), Los Beatniks (Javier Martínez, Pajarito Zaguri, Mauricio Birabent), Los In (Francis Smith), Miguel Abuelo, Tanguito, Pappo, y los periodistas y poetas fundacionales del rock argentino, Pipo Lernoud y Miguel Grinberg.[cita requerida]
Por las noches, cuando terminaban las funciones en La Cueva, los roqueros iban a amanecer a las plazas o a los bares que permanecían abiertos toda la noche.

Cuando salíamos de la Cueva, si era verano nos íbamos a una plaza, y si era invierno nos íbamos a un bar, y nos quedábamos hasta las 8 de la mañana. En esas guitarreadas Litto cantaba sus canciones y Moris, Javier y Tango cantaban las suyas. Esa época fue bastante parecida a la del tango.

Entre esos bares estaba la pizzería La Perla (del Once), frente a Plaza Miserere, en la esquina de la avenida Rivadavia y Jujuy. El lugar era un punto de encuentro habitual porque estaba a la vuelta de la pensión Santa Rosa en la que vivían Kay, Ciro, Litto Nebbia y otros músicos. Allí, Litto Nebbia y Tanguito compusieron "La Balsa" en el otoño de 1967.
En junio de 1967 Los Gatos grabaron dos temas de rock en español para el sello RCA (Vik): "Ayer nomás" (tema compuesto por Mauricio Birabent) y "La balsa". El 3 de julio ambos temas fueron lanzados en un simple que se convirtió en un éxito masivo e impensado entre la juventud, vendiendo 250.000 placas y convirtiendo a "La balsa" el tema del verano 1967/1968. El éxito desmintió la opinión, por entonces casi unánime, de que el rock debía cantarse en inglés y que el español carecía de la sonoridad adecuada y sería rechazado por el público.
Pocos meses después Los Gatos lanzaban su primer álbum, con la mayoría de los temas de rock en español compuestos por Litto Nebbia. El primer álbum de Los Gatos estaba integrado por 11 temas, todos de Litto Nebbia, excepto uno de ellos en coautoría, "La balsa" (con Tanguito) y otro que pertenecía a Moris, "Ayer nomás". Encabezado por La Balsa, el disco incluía otro tema que se volvió un éxito, "El rey lloró".
El éxito de ventas, pronto abrió las puertas de la televisión y Los Gatos con Litto Nebbia a la cabeza, se volvieron «rock stars».

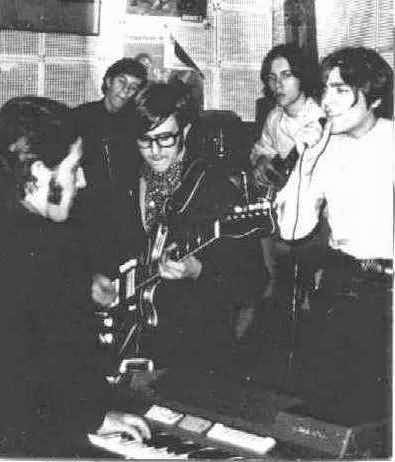
Los Gatos tocando en La Cueva, circa 1967
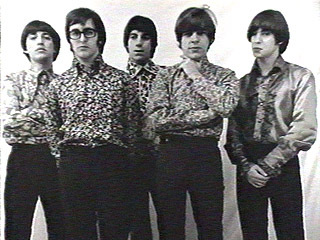
La primera formación de Los Gatos, circa 1967
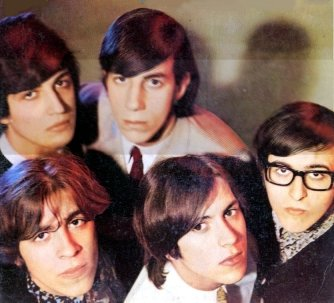
Los Gatos en una foto promocional de 1967
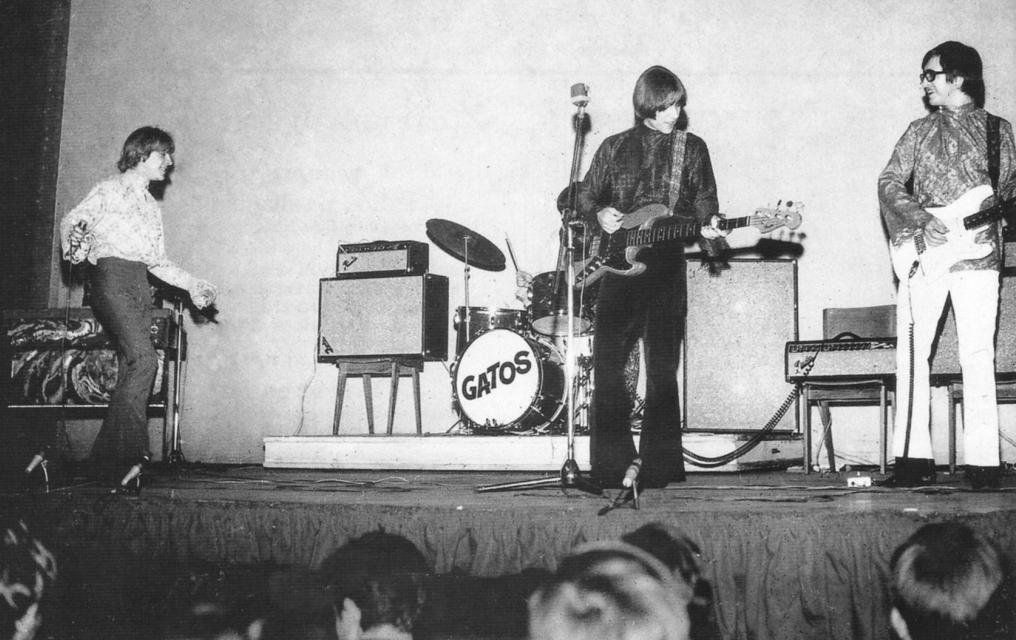
Los Gatos en vivo, circa 1968
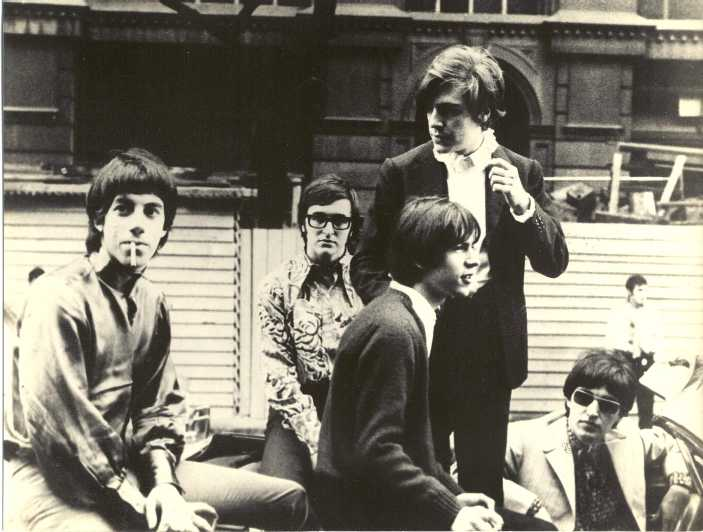
Los Gatos en 1968

### Segunda etapa

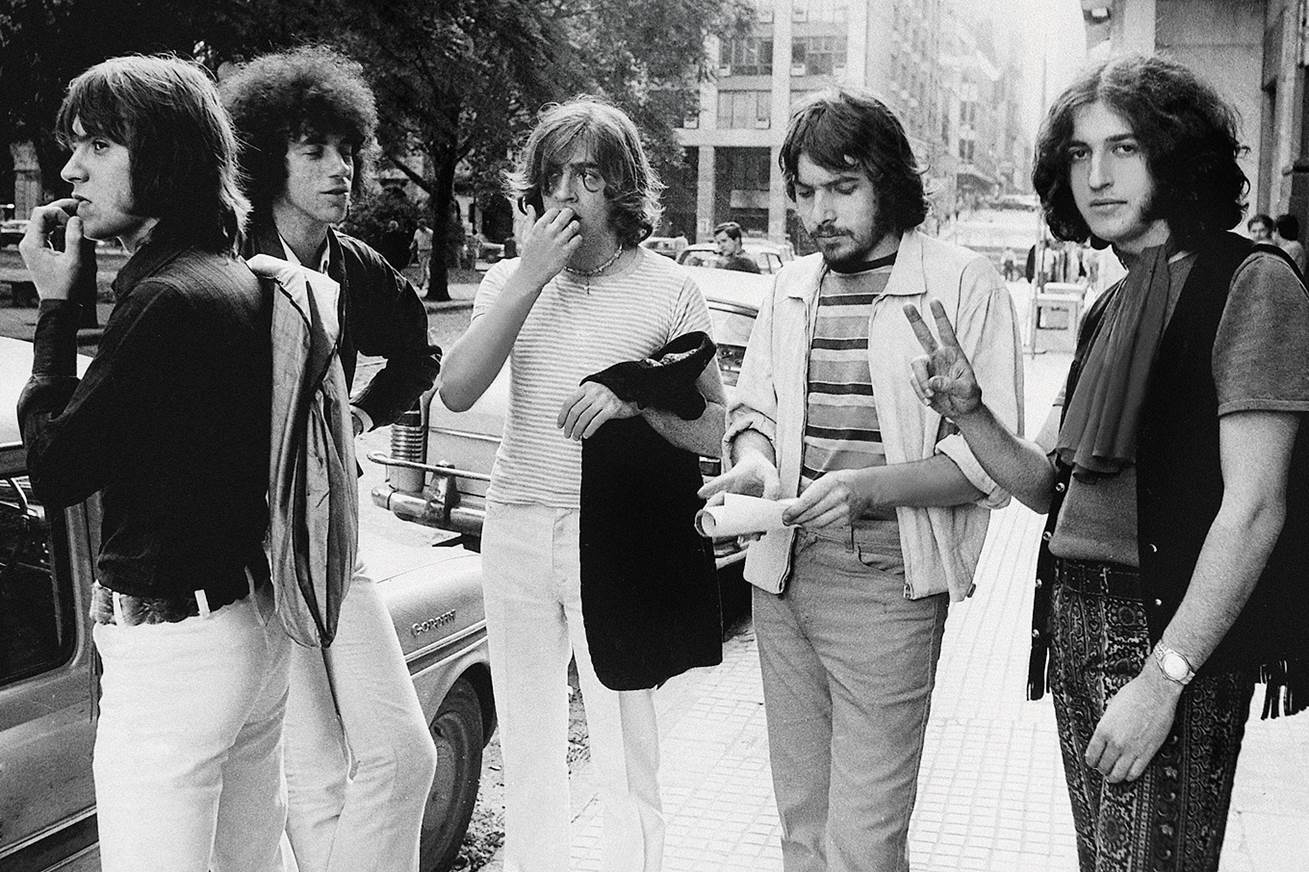
Los Gatos en 1970, incluyendo a Pappo (segundo desde la derecha).

El pub La Cueva, sitio donde los músicos zapaban, se mudó a Avenida Rivadavia. Litto Nebbia, quien solía frecuentarlo, recuerda que en una de aquellas noches Norberto Napolitano (conocido como Pappo) pidió subir a tocar. Durante alguna de esas noches en 1969 se pactó la incorporación de Pappo a Los Gatos en reemplazo de Kay Galifi, quien se había ido a vivir al Brasil. Según Héctor Starc: "Tocar con Los Gatos era como tocar con Los Beatles". Pappo y Nebbia se contactaron y este último le dio la lista de canciones. Los demás miembros de Los Gatos viajaron a Estados Unidos a comprar equipo, a la vuelta fueron recibidos por Nebbia y el nuevo guitarrista, el bajista Alfredo Toth le entregó una guitarra eléctrica Les Paul.
Nebbia recuerda sobre su incorporación:

Kay Galifi se había casado en Brasil y no quería volver. Así que cuando hablé con Ciro, le dije que ya tenía un flaco que tocaba bien. Sólo había que comprarle una viola, porque la que tenía era mala.

Pappo tocó todos los solos de guitarra de Beat Nº 1 y Rock de la mujer perdida editados en 1969 y 1970. Los nuevos álbumes tenían un sonido más "pesado" que las entregas anteriores. Nebbia grabó guitarras rítmicas adicionales ya que Pappo aún no dominaba ciertos acordes de guitarra. Todas las canciones de ambos álbumes fueron escritas por Nebbia en el momento que el grupo se rearmó con Pappo. 
De las sesiones, Nebbia recuerda: "Todo fue muy alegre y con gran camaradería, Pappo era muy divertido y ese ritmo que vivíamos era toda una novedad para él". Durante sus descansos de sus shows con Los Gatos se instaló con dos amigos en largas zapadas en Equinox un boliche, de Mar del Plata, donde tocaba con Black Amaya con un repertorio de versiones de Jimi Hendrix, Cream, y The Spencer Davis Group. Los Gatos realizaron una gira por España, y tras una serie de conciertos en el Gran Rex el grupo se disolvió.
Pappo cuenta de su ingreso a la banda:

Preferí el cambio porque esto es otra cosa, puedo hacer más lo que yo quiero. Conjunto es una palabra sagrada y yo no estaba en Conexión... No iba a comer con ellos, para mí fue un trabajo solamente. En cambio aquí me dedico a Los Gatos. Estoy muy contento porque somos todos iguales. Estamos todos cortados por la misma tijera.
Enero de 1970, revista Cronopios.

El productor Jorge Álvarez conoció a Pappo cuando estaba tocando con Miguel Abuelo. Durante las sesiones de grabación del primer álbum de Manal, el productor Jorge Álvarez le propuso a Pappo grabar una canción aprovechado tiempo que había sobrado, registrando así el tema "Nunca lo sabrán", que había compuesto en 1968, y desde ese momento Álvarez le insistió en armar un proyecto solista. Poco después la canción apareció en el compilado Pidamos peras a Mandioca, editado en 1970, un álbum con canciones de artistas de Mandioca, el sello independiente que lideraba Álvarez. En esta canción Pappo canta y toca el piano, lo acompañan Luis Alberto Spinetta en guitarra, Edelmiro Molinari en bajo, Rodolfo García en batería y Pomo en pandereta. Por aquella época Pappo registró el bajo del tema "El oso", reconocida canción del álbum Treinta minutos de vida, de Moris. En esa sesión, Álvarez quedó convencido de que Pappo tenía que armar un grupo donde fuera el líder. Siguiendo el consejo de Álvarez, decisión que el mismo guitarrista consideró "arriesgada", Pappo dejó Los Gatos y armó su nueva banda.
Los Gatos emprenden entonces la grabación de un sexto disco que iba a contener un lado con nuevos temas y otro con grabaciones en vivo, en una formación de cuarteto con Toth en guitarra líder y Litto Nebbia en bajo, canto y armónica. Ante la separación del grupo este disco quedó inédito hasta 1987, año en que se editó con el arte de tapa original.
Fogliatta y Pappo viajaron a España llevándose a David Lebón como cantante y guitarrista e hicieron algunas presentaciones «no oficiales» como Los Gatos pero sin éxito. Fogliatta se quedó en España y formó parte de la banda de Moris que se encontraba viviendo allá y con quien grabó algunos discos.
Muchas veces se habló de una reunión de esta banda fundacional del rock de autor en español, pero las versiones siempre fueron descartadas por Nebbia y compañía.
En 2001 se produjo una «reunión testimonial» de Los Gatos para el disco West End Blues que Ciro estaba grabando en los estudios Melopea de Nebbia, cuando el resto de los integrantes (excepto Galiffi y Pappo) fueron a visitarlo y decidieron grabar juntos el blues «Outside of That».
En febrero de 2005 falleció Pappo y Oscar Moro en julio de 2006, razón que les impidió volver a reunirse como banda.

### Reunión 2007: Los 40 años de La Balsa
En 2007, algunos miembros de Los Gatos se reunieron para realizar una serie de presentaciones en América Latina conmemorando los 40 años de su fundación, que terminaron con la edición de un disco en vivo de su primera presentación celebrada en Rosario el 23 de junio de dicho año y dos DVD, uno de dicha presentación y otro con el show completo que presentaron en el Teatro Gran Rex.

## Integrantes

### Miembros estables
- Litto Nebbia - voz, bajo, armónica (1967-1971) (2007)
- Alfredo Toth - bajo, guitarra (1967-1971) (2007)
- Oscar Moro - batería (1967-1971)
- Ciro Fogliatta - teclados (1967-1971) (2007)

### Invitados
- Rodolfo García - batería (2007)
- Daniel Colombres - batería (2007)

### Miembros anteriores
- Kay Galifi - guitarra (1967-1968)
- Pappo †- guitarra (1969-1970)

## Discografía

### Álbumes de estudio
- 1967 - Los Gatos I
- 1968 - Los Gatos II
- 1968 - Seremos amigos
- 1969 - Beat N.º 1
- 1970 - Rock de la mujer perdida

### Álbumes en vivo
- 1987 - En vivo y en estudio (grabado en 1971)
- 2007 - Reunión 2007 en vivo
- 2015 - En vivo Gran Rex 2007

### Sencillos
- 1967 - La balsa / Ayer nomás
- 1967 - Ya no quiero soñar / El rey lloró
- 1968 - La mujer sin nombre / Las vacaciones
- 1968 - No hay tiempo que perder / Un día de fiesta
- 1968 - Seremos amigos / La chica del paraguas
- 1968 - Viento dile a la lluvia / Déjame buscar felicidad
- 1969 - Sueña y corre / Soy de cualquier lugar
- 1970 - Rock de la mujer perdida / Escapando de mí
- 1971 - Mama rock / Campo para tres

### Álbumes recopilatorios
- 1969 - Lo Mejor de Los Gatos
- 1972 - Los Gatos (con lados B e inéditos)
- 1972 - Los Gatos, Vol. 2
- 1975 - La balsa
- 1977 - 10 años después (con sencillos, lados B e inéditos)
- 2001 - Los Gatos: RCA Victor 100 Años
- 2004 - Inolvidables RCA: 20 grandes éxitos
- 2004 - El inicio de una era
- 2004 - 20 secretos de amor
- 2007 - Obras cumbres

### DVD
- 2007 - Reunión 2007
- 2007 - En vivo en el Gran Rex

Ambos producidos por Miranda Nebbia